# 腐蚀 (游戏)
《腐蚀》是一个开放世界的在线多人生存游戏，由Facepunch Studios开发，2013年推出體驗版，2018年2月9日正式版發售，2021年6月1日登錄PS4、Xbox One。

玩家需要在游戏中收集资源、建造建筑、探索地图等，在 Steam 上獲得玩家好評。

## 游戏设计

### 主要玩法

玩家使用开局提供的石头来获取木材。

在《腐蚀》的官方网站上介绍“生存，合作与突袭；一切都想让你死。您需要寻找食物，庇护所和武器以防止发生这种情况”，在腐蚀中，玩家需要收集资源、建造家园、探索地图并获得资源，生存下来，腐蚀是在线的多人游戏玩法，所以玩家同时也要防备来自其他玩家的威胁，玩家可以攻击、掠夺其他玩家或破坏他们的家园。
《腐蚀》中的玩家有三个设定，即血量、饱食度和饥渴度，玩家需要防止受到各类伤害带来的血量减少，同时也需要注意各类环境带来的饱食度和饥渴度的消耗。
玩家在《腐蚀》的第一天通常从采集基础资源，如木头、石头和金属矿石开始，玩家也可以采集在海上、路边等位置刷新的补给，获得废料、工具、食物、燃油等资源，拥有废料可以与游戏内 NPC 前哨、匪徒营地及许多小型交易点交易。在采集足够的资源后，玩家可以开始建造他们的家园，房屋需要资源来升级，房屋材质分为几个等级，分别需要木头、更多木头、石头、金属碎片和高级金属升级，同时还需要使用“工具柜”（又被称为“领地柜”）来保护自己的家园不被腐蚀，也需要防止其他玩家使用武器和工具掠夺自己的家园，有些玩家也会探索地图中各类设施，它们常常是这个小岛中的原居民留下的各种建筑，如废弃超市、加油站、大铁球、火箭发射基地等，玩家可以在这些地方获得各类高级资源或者强力的武器，部分设施中有辐射（如机场），玩家需要使用辐射药、防辐射服来防止受到辐射中毒而导致死亡。
而其中，玩家可以操控遊戲中的部分車輛，快艇和一些空中單位(如迷你直升機)。這些東西通常為隨機刷新(部分載具可以通過與npc交易獲得)，並且需要燃油作為保障(在野外刷新的車子必須要修好引擎才能使其發動)。但不過，玩家可以使用探索獲得到的車輛模塊來翻新在野外找到的車輛，並且可以運送貨物和載人。而這些玩家操控的載具與攻擊性的AI不同，可以由玩家部署的防空導彈擊落或摧毀。
空投是此遊戲的一個重要元素，這些由運輸機所運送具有降落傘的空投補給。空投可以在極遠的距離看到，因此玩家可能會跑向這些空投補給，並有可能與其他玩家發生戰鬥。有時還會掉落出高級的戰利品。
在遊戲中，有些具有攻擊性的空中單位會在地圖上遊蕩(如武裝直升機)，它們會找到並殺死玩家。此外，此遊戲中有一種鎖定的補給箱，它將會在一段時間後開啟。
而玩家在遊玩的過程中，可以在如前哨站和匪徒營地等地與NPC互動，為玩家提供一個安全的大型交易場所。另外，這些交易據點會有如觀察站的哨兵或者自動砲台防禦有害威脅。如果玩家亮出武器並靠近一定的時間後，這些防禦設施將會把玩家判為有威脅性的敵人並攻擊，而這狀態會持續一段時間。

### 清档机制
《腐蚀》会在每个月第一个周四发布更新，并清除所有服务器的存档。

## 开发
《腐蚀》的开发起源于DayZ的克隆版本。是武装突袭2流行的生存模式，具有來自我的世界的元素。
Facepunch Studios 的首席執行官加里紐曼說:"RUST最初是DayZ的複製品。但後來我們厭倦了跟殭屍戰鬥，並且我們無法在地標和城鎮方面與"武裝系列"競爭。"因此，Newman將游戲描述為更符合"潛行者"系列中的條目。 Facepunch將游戲發佈到 Steam搶先體驗版程序於 2013 年 12 月 11 日發布。 在其alpha發布之後，Facepunch 積極發布了Rust的更新，添加了動物、狩獵、盔甲和武器等機制。2014 年 2 月，開發人員從Rust中移除了臨時敵人殭屍，取而代之的是紅色變異熊和狼。在遊戲早期，開發人員選擇不嘗試用有趣的地點來探索這個世界，而是提供創造它們的能力。Newman將其描述為:“我們給他們工具，他們創造世界。”開發商的目標之一是創造一個不限制玩家任何特定行為的世界。他們考慮實施像DayZ一樣的系統，殺死其他玩家的人會得到獨特的服裝，將他們識別為“強盜”，或者可能是評級或顏色編碼系統。然而，開發人員最終拒絕了這些想法，認為它們會損害玩家的自由。相反，他們驚訝地發現語音聊天的實施對玩家行為有顯著影響。有了交流的能力，很多玩家就不會再因為害怕而見死不救了。
2014年底，開發人員發布了Rust的測試模式，並將其移植到當時未發布的遊戲引擎Unity (游戏引擎)中，增強了圖形效果，進而改進了著色器機制和紋理真實感，並允許更大隨機生成的世界。測試模式採用名為"CheatPunch"的新反作弊系統，該系統在幾天內禁止了數千名玩家。 2014 年 10 月，實驗模式成為默認啟動選項。不久之後，在 12 月，EasyAntiCheat，一個第三方反作弊系統，取代了"CheatPunch"。 2015年初，Rust添加了一項功能，該功能決定每個玩家的膚色與其Steam ID(各個玩家所在大洲的位置)相關聯。
在原版遊戲中，抬頭顯示功能包括健康、飢餓和輻射水平等統計數據。後來對這些進行了修改，並添加了諸如體溫過低等隱藏統計數據。紀念碑經歷了一個階段，開發人員消除了輻射危害，因為它造成了煩惱。不久之後添加到遊戲中的女性模型最初僅供服務器管理員測試。推出後，類似於膚色，玩家會自動分配一個與他們的 Steam 帳戶永久鏈接的生理性別。2015年晚些時候，遊戲中增加了出售槍支、服裝和其他物品的虛擬商品商店。當Valve推出 Item Store 時，Rust是Steam上第一款使用該功能的遊戲。 Steam的創意工坊或市集也被允許出售類似的物品。
開發人員於 2016 年 7 月刪除了Rust的核心遊戲概念之一"藍圖"。他們用經驗系統取而代之，玩家可以在完成任務（例如收集木頭）後升級。 9 月，首席開發人員 Maurino Berry 在Reddit帖子中提到體驗系統不是永久性的，Berry 解釋說:"XP系統在發布之前受到稱讚，但隨後受到了很多批評。" 2016年11月上旬，科技樹取代了經驗系統。最初，玩家有一個他們可以製作的物品的初始列表。這已經被更改為從一開始就擁有包含所需組件的完整列表。最終，藍圖被重新引入。輻射於 2015 年被移除，在“從頭開始重新編程”後於2016年11月重新引入。開發人員添加了從低、中到高的不同輻射水平，而不是每個位置都具有相同的輻射水平。
2017 年初，加里·紐曼 (Garry Newman) 表示，如果不存在Steam搶先體驗，那麼Rust屆時將作為遊戲全面發布。開發團隊會繼續發布更新。 2017年 6月，開發人員更改了遊戲的槍械機制，使其更像是“傳統的第一人稱射擊遊戲”。這是通過減少後坐力、材料成本和提高整體精度來實現的。本次更新還開始對遊戲中唯一非系統生成的地圖Hapis Island進行大修。遊戲推出搶先體驗並於2018 年 2 月 8 日正式發布，此更新附帶圖形更新和槍支修改。紐曼提到，儘管正式發布，但仍會繼續定期更新。他指出，更新周期將從每週更改為每月，以免“匆忙推出最終會破壞其他功能的功能和修復程序”。

## 评价

### 早期版本
该作在alpha版本收到了褒贬不一的评价。很多人表示这款游戏像一个半成品，并且游戏现在的状态缺乏打磨。PC Gamer的Andy Chalk说该作很好的利用到了“抢先体验”，即使其远未完成。但是已经可以玩了。

#### 销售
在发售的前两周，alpha版本售出了超过15万份。

### 完整版本
完整版发布之后，《腐蚀》在汇总媒体Metacritic收到了好坏参半的评价。
在steam上獲得玩家大多好評。

## 脚注
1. ↑  PlayStation 4和Xbox One版本是与Double Eleven（英语：Double Eleven (company)）一同开发的。